# Sympycnus luteinotatus
Sympycnus luteinotatus är en tvåvingeart som beskrevs av Octave Parent 1933. Sympycnus luteinotatus ingår i släktet Sympycnus och familjen styltflugor. Inga underarter finns listade i Catalogue of Life.